# Igino Ghisellini
Igino Ghisellini (Buonacompra, 20 luglio 1895 – Ferrara, 13 novembre 1943) è stato un militare italiano, federale a Ferrara.

## Biografia

### I primi anni e la prima guerra mondiale
Ghisellini nacque il 20 luglio 1895 a Buonacompra, frazione del comune di Cento, figlio di Napoleone Ghisellini e Cherubina Baraldi. Arruolatosi come volontario nella Prima guerra mondiale, nel 1916 fu ufficiale degli Arditi sul fronte italo-austriaco ove rimase ferito il 6 ottobre dello stesso anno. Rimessosi dalle ferite, prese parte ai combattimenti del 25 marzo 1917 a Dosso Faiti, del 4 luglio 1918 a Monte Solarolo (quota 1672 m) e del 16 settembre 1918 a Fossa Val Martin. Ferito nuovamente fece ritorno a Cento in congedo, ma decise ben presto di abbandonare l'ospedale in cui era stato ricoverato in convalescenza per rientrare in servizio. Inquadrato nel XVIII Reparto d'Assalto, prese parte ai combattimenti del Col della Martina dal 26 ottobre 1918, venendo ferito il giorno dopo sul monte Pertica.
Nel 1919 prese parte ad alcune azioni militari in Albania, per poi rientrare in patria ove si iscrisse al Partito Nazionale Fascista (PNF) dal 1921, assieme ai fratelli minori Massimiliano e Bruno, prendendo parte l'anno successivo alla Marcia su Roma. Questa adesione al PNF fin dalle origini gli garantì successivamente il riconoscimento della qualifica di squadrista. Laureatosi in medicina veterinaria presso l'Università di Bologna, fu eletto consigliere comunale a Cento dal 17 dicembre 1922.
Nel 1929 ottenne la seconda laurea in farmacia e chimica, oltre a divenire segretario del PNF della frazione di Casumaro, ove abitava e prestava servizio come veterinario. Nel 1936 partì volontario per la Guerra d'Etiopia, battendosi a Neghe Sel Nurè il 5 marzo 1937, tornando poi brevemente in patria e ripartendo poi dal 1938 per prendere parte come volontario alla Guerra civile spagnola al fianco dei nazionalisti.

### In Croazia
Nel luglio 1941 Ghisellini entrò a far parte del direttorio federale del Partito Nazionale Fascista di Ferrara. Con il grado di seniore della Milizia Volontaria per la Sicurezza Nazionale (MVSN), Ghisellini prese parte alla 2ª Guerra Mondiale sul fronte Jugoslavo, inquadrato nel LXXV battaglione Camicie Nere d'assalto "Ferrara", e successivamente alle operazioni di controguerriglia, coadiuvando gli ustascia nel settore operativo croato. In questi scontri perse un parente, il medico Costantino Ghisellini, caduto in un'imboscata nel 1942. Rientrò in patria nell'estate del 1943.

### Federale a Ferrara e la morte
Il giorno successivo all'armistizio dell'8 settembre 1943 Ferrara fu occupata dalle truppe tedesche. In seguito, il prefetto ed i locali dirigenti fascisti si accordarono per la riapertura della sezione cittadina del Partito Nazionale Fascista, con l'intento di promuovere l'operato della costituenda Repubblica Sociale Italiana. Igino Ghisellini fu proposto da Alessandro Pavolini come federale del Partito Fascista Repubblicano, in fase di costituzione, che sarebbe sorto dall'ex PNF. Ghisellini assunse ufficialmente l'incarico il 21 settembre 1943, assumendo al contempo il comando della ricostituita 75ª Legione MVSN "Italo Balbo".

Onoranze funebri a Ghisellini

Ghisellini era solito percorrere quotidianamente il tratto di strada tra Ferrara e Casumaro a bordo della Fiat 1100 messagli a disposizione dalla federazione del PFR. Lungo questo tratto di strada, fu ucciso con sei colpi di pistola verso le ore 21 del 13 novembre 1943. Il corpo fu lasciato poi a Castello d'Argile, dove fu ritrovato il mattino successivo in un fosso lungo la strada.
La notizia giunse poco più tardi a Verona, dove si teneva il Congresso del Partito Fascista Repubblicano e dove Ghisellini doveva recarsi il giorno stesso.
La notizia fu subito comunicata all'assemblea da Alessandro Pavolini:
(Alessandro Pavolini il 14 novembre durante l'assise del Congresso del Partito Fascista Repubblicano)
Per vendicarne la morte, fu organizzata dallo stesso Pavolini una squadra punitiva, guidata da Enrico Vezzalini, dal console Giovanni Battista Riggio e da Franz Pagliani, che raggiunse Ferrara nel pomeriggio. La sera stessa furono arrestati 74 cittadini ferraresi e tra questi vennero scelte 11 persone, che furono fucilate all'alba del 15 novembre, nel corso dell'eccidio del Castello Estense. La rappresaglia venne raccontata da Giorgio Bassani nel suo Cinque storie ferraresi e poi cinematograficamente trasposta da Florestano Vancini nel film La lunga notte del '43.

## La controversia sulla matrice dell'uccisione
La matrice dell'omicidio di Ghisellini non è mai stata definitivamente chiarita. Nel 1943 i fascisti, e lo stesso Pavolini, riuniti al Congresso di Verona, non appena si diffuse la notizia della sua morte imputarono immediatamente l'omicidio agli antifascisti. Il 24 settembre successivo la radioemittente alleata L'Italia combatte si rivolse agli antifascisti ferraresi: "Voi patrioti di Ferrara, siete al corrente dell'episodio. Foste proprio voi che nel novembre scorso giustiziaste il federale Ghisellini...".

Ritaglio dellUnità clandestina del 15 dicembre 1943 con la rivendicazione dell'uccisione di Ghisellini

Tale versione fu poi ribadita da Giorgio Pisanò, che indicò come esecutori i Gruppi di Azione Patriottica (GAP) portando a testimonianza una copia del giornale del partito comunista L'Unità datato 15 dicembre 1943 in cui, nell'articolo intitolato Traditori fascisti giustiziati si rivendicava l'omicidio di Ghisellini.
Una assunzione di responsabilità in campo partigiano, raccolta anche da Pisanò, si ebbe con la testimonianza di Spero Ghedini che, all'epoca dell'omicidio di Ghisellini, era partigiano a Bondeno presso Ferrara. Nel 1944 divenne commissario delle formazioni comuniste della provincia di Ferrara e membro del CLN provinciale. Nel 1983 nel libro autobiografico Uno dei centoventimila dichiarò:
(Spero Ghedini in Uno dei centoventimila, edizioni La Pietra, Milano)
Sempre Ghedini, ritornando sull'argomento, precisò in un'intervista del 28 novembre 1983 pubblicata da Pisanò che "Quella notte i compagni bloccarono l'auto lungo la strada, uno solo sparò e uccise Ghisellini. Poi auto e cadavere furono portati a Castel d'Argile per sviare le indagini. L'attentato avvenne alla periferia della città, ci si può dire a poche centinaia di metri dalla Federazione Fascista".
Sulla stessa linea si pone Giorgio Bocca, che assomma l'uccisione di Ghisellini alle azioni gappiste dell'epoca, considerandola, per via del congresso di Verona un'importante "cassa di risonanza" per il movimento partigiano. In un articolo del 1977, anche Ermanno Gorrieri annovera l'uccisione di Ghisellini tra le azioni partigiane, citandola insieme all'attentato gappista contro dei soldati tedeschi presso il ristorante "Fagiano" di Bologna e alle uccisioni, sempre per mano gappista, di Aldo Resega ed Eugenio Facchini, federali rispettivamente di Milano e Bologna.
La matrice partigiana, tuttavia, è negata da una parte degli storici. Secondo quanto riportato da Mimmo Franzinelli, la stessa Federazione fascista locale, in via riservata, diresse le indagini sul delitto seguendo anche la pista della faida interna ad ambienti fascisti, mentre la vedova si disse certa che l'assassino fosse "persona a lui nota, altrimenti non sarebbe riuscita a salire sull'automobile", mentre si affacciò anche la pista di un delitto passionale. Secondo altre ricostruzioni, l'omicidio sarebbe stato opera di qualcuno tra i suoi stessi camerati, per disaccordi sulla sua nomina a federale. Questi, chiesto un passaggio sulla sua auto, gli avrebbe sparato durante il tragitto: questa tesi prende corpo in quanto pare che il Ghisellini sia stato ucciso da un colpo a bruciapelo ma la situazione non appare però chiara in quanto in realtà furono sei i colpi andati a segno.
Nell'immediato dopoguerra, fu celebrato un processo che imputò l'omicidio a una faida interna al fascismo locale.. Conclusioni che Gianni Oliva fa proprie, come anche Mimmo Franzinelli. Sulla stessa linea si pone Aurelio Lepre. Renzo De Felice si limita a riferire le opposte versioni senza personalmente prender partito.
Una più recente lettura (riferita in Franzinelli) del delitto intravede un possibile intreccio tra iniziativa resistenziale e mire personalistiche di fascisti avversi a Ghisellini. In tale visione - che tiene conto del fatto che a Ghisellini, benché si sentisse minacciato, proprio la sera del 13 era stato tolto il milite di scorta, Edgardo Baiesi - si ipotizza che Bruno Rizzieri, componente del corpo di guardia che la notte successiva, quella del delitto, controllava gli accessi della città, sia la figura-chiave dell'omicidio. Passato in seguito tra le file dei partigiani, Rizzieri fu ucciso dai suoi ex camerati il 30 aprile 1944.
Claudio Pavone, nella sua più importante opera Una guerra civile. Saggio storico sulla moralità nella Resistenza (1991), non si pronuncia sulla matrice dell'uccisione di Ghisellini, limitandosi a scrivere che per rappresaglia i fascisti commisero la strage di Ferrara contestualmente al congresso di Verona, che rappresentò quindi una «svolta decisiva verso la guerra civile». Nel corso di un convegno storico del 2010 ha invece attribuito l'uccisione del federale di Ferrara ai partigiani.

## Riconoscimenti
A Ghisellini fu intitolata la XXIV Brigata Nera "Igino Ghisellini", di stanza a Ferrara; nel 2008 la giunta comunale di centro-destra di Cento gli ha intitolato una via.

## Onorificenze
Medaglia d'argento al valor militare (Monte Solarolo, 24 giugno 1918)
 Medaglia d'argento al valor militare (Malga Fossa dei Confin - Val dei Pez, 16 settembre 1918)
 Medaglia d'argento al valor militare (Monte Pertica - Grappa, 25/27 ottobre 1918)
 Medaglia di bronzo al valor militare (Gora Faltì, 9 novembre 1936)
 Medaglia di bronzo al valor militare (Neghe Sel Nuré, 5 marzo 1937)
 Medaglia di bronzo al valor militare (Krispolje, 13 agosto 1942)
 Medaglia di benemerenza per i volontari della guerra italo-austriaca 1915-1918
 Medaglia di benemerenza per i volontari della campagna dell'Africa Orientale 1935-1936
 Medaglia di benemerenza per i volontari della campagna di Spagna
 Medaglia commemorativa della Marcia su Roma
 Medaglia commemorativa delle operazioni militari in Africa orientale (ruolo combattenti)
 Medaglia commemorativa della guerra italo-austriaca 1915-1918
 Medaglia a ricordo dell'Unità d'Italia 1848-1918
 Medaglia commemorativa italiana della vittoria del 1918
 Medaglia commemorativa della campagna di Spagna
 Cruz de la guerra por la unidad nacional española (Spagna)
 Distintivo della guerra in corso (2ª Guerra Mondiale)
 Croce di anzianità di servizio nella MVSN (20 anni)